# Песок (Архангельская область)
Песок (У́хта) — деревня Каргопольского района Архангельской области. Административный центр муниципального образования «У́хотское» с 2004 по 2020 год.

## Географические сведения
Деревня Песок находится на реке Ухта, вытекающей из озера Ухтоозеро и впадающей в озера Лача. Через деревню проходит автотрасса Р1. До  Каргополя — 53 км. Песок — часть села Ухта, куда входит 15 деревень. Соседние деревни — Ильино, Низ, Тоболкино, Ефрёмово, Леонтьево, Ерёмино, Ковежское, Новое Село, Запарино, Никифорово.
Часовой пояс
Песок (Ухта), также как и вся Архангельская область, находится в часовом поясе, обозначаемом по международному стандарту как Moscow Time Zone (MSK/MSD). Смещение относительно Всемирного координированного времени UTC составляет +3:00 (MSK, зимнее время) и +4:00 (MSD, летнее время).

## История
До упразднения уездно-губернского деления деревня входила в состав Юркинского общества Ухотской волости Вытегорского уезда Олонецкой губернии Российской Империи, РСФСР.
Прихожане деревни входили в  Ухотский приход Вытегорского уезда
Декретом ВЦИК от 18 сентября 1922 года Олонецкая губерния была упразднена. Вытегорский уезд вошёл в состав Петроградской губернии, при этом Ухотская волость была перечислена в состав Каргопольского уезда Вологодской губернии. 14 января 1929 года Вологодская губерния и все её уезды были упразднены. Ухта вошла в состав Каргопольского района в Няндомском округе Северного края.
С 2004 года по 2020 год деревня Песок являлась центром У́хотского сельского поселения. С 2020 года, после упразднения Ухотского сельского поселения, деревня входит в состав Каргопольского муниципального округа.

## Население
| 2002 | 2010 | 2012 |
| ---- | ---- | ---- |
| 121  | ↘108 | ↘89  |

В 2002 году в деревне Песок было 133 человека (русские — 98 %)

## Достопримечательности
Троицкая церковь Объект культурного наследия № 2900000767   - Кирпичная церковь, построенная в 1797 году. Представляет собой двусветный четверик, перекрытый купольной кровлей с пятью декоративными главками, с трехчастным алтарем, двустолпной трапезной и трехъярусной колокольней под шпилем. В советское время церковь была закрыта, а храм использовался под нужды МТС.

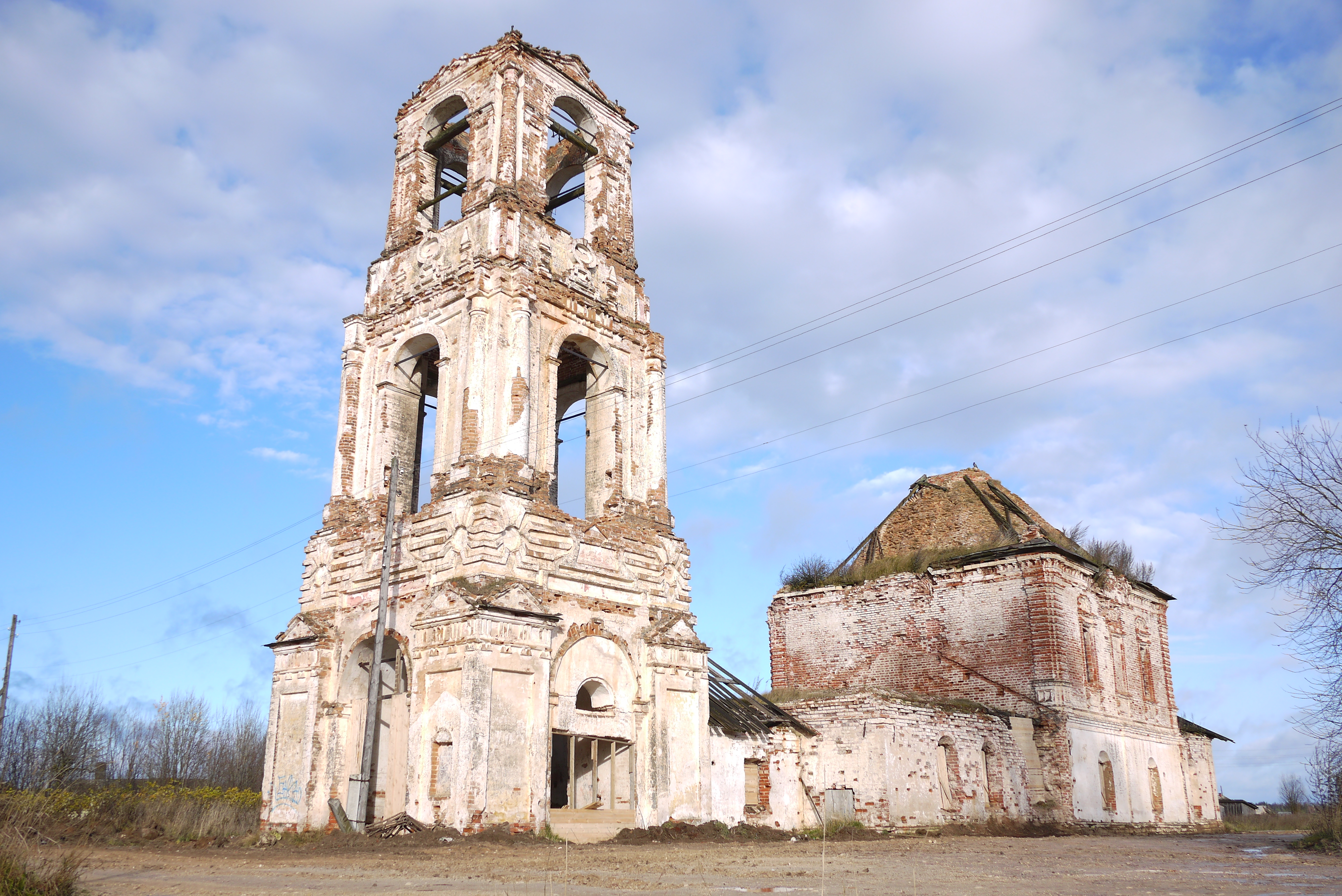
Троицкая церковь в 2013 году

### Карты
- Топографическая карта P-37-101,102. Патровская
- Топографическая карта P-37-27_28.
- Песок (Ухта) на Wikimapia Архивировано 25 августа 2011 года.
- Песок. Публичная кадастровая карта Архивная копия от 7 марта 2016 на Wayback Machine